# 이상호 (1989년)
이상호(李相浩, 1989년 2월 5일 ~ )는 전 KBO 리그 kt 위즈의 내야수, 외야수, 지명타자이다.

## 롯데 자이언츠시절
2010년에 신고선수로 입단하였다. 2011년에 방출됐다.

## SK 와이번스시절
방출 후 입단했으나 1년 만에 다시 방출됐다.

## NC 다이노스시절

### 2013년 시즌
두 번째 방출 후 곧바로 캠프에서 테스트를 받아 신고선수로 입단했다. 개막전 엔트리에 포함됐다. 4월 2일 개막전에서 모창민이 안타를 친 후 근육통을 호소하자 대주자로 출장해 데뷔 첫 경기를 치렀고, 경기에서 도루를 기록했다. 이후에는 주로 대주자로 나왔으며 지석훈과 노진혁의 부진으로 종종 선발 출전했다. 8월 23일 넥센 히어로즈와의 경기에서 서동욱의 태그를 절묘하게 피하며 병살을 모면했고, 4타수 2안타, 1타점, 2도루로 결승타를 기록해 경기의 MVP로 선정됐다.

### 2014년 시즌
10월 9일 삼성전에서 차우찬을 상대로 데뷔 첫 홈런을 기록했다.

#### 2014년 준플레이오프
2경기에 대주자로 출장했으나 도루 실패를 2번 기록했다.
| 타율 | 경기 | 타수 | 득점 | 안타 | 2루타 | 3루타 | 홈런 | 타점 | 도루 | 도루 실패 | 볼넷 | 사구 | 삼진 | 병살 | 실책 | 비고 |
| ---- | ---- | ---- | ---- | ---- | ----- | ----- | ---- | ---- | ---- | --------- | ---- | ---- | ---- | ---- | ---- | ---- |
| -    | 2    | 0    | 0    | 0    | 0     | 0     | 0    | 0    | 0    | 2         | 0    | 0    | 0    | 0    | 0    |      |

## 상무 야구단시절
12월 22일에 김희원, 권희동과 함께 입대했다.

## NC 다이노스복귀
2016년에 복귀하였다.

## LG 트윈스시절
2020년 11월 27일 당시 LG 트윈스 소속이었던 윤형준과 1:1 트레이드를 통해 이적하였다. 2022년 시즌 후 방출됐다.

## kt 위즈시절
2022년 11월에 입단하였다. 2023년 시즌 후 방출됐다.

## 등번호
- '66'(2010년)
- '90'(2011년)
- '24'(2012년 ~ 2014년)
- '5'(2016년)
- '7'(2017년 ~ 2020년)
- '25'(2021년)
- '2'(2022년)
- '16'(2023년)

## 배우자
- '백서우' (2018년 ~ 현재)

## 출신 학교
- 대구옥산초등학교
- 대구 경운중학교
- 대구상원고등학교
- 강릉영동대학교

## 통산 기록
| 연도 | 팀명   | 타율  | 경기 | 타수 | 득점 | 안타 | 2루타 | 3루타 | 홈런 | 루타 | 타점 | 도루 | 도실 | 볼넷 | 사구 | 삼진 | 병살 | 실책 |
| ---- | ------ | ----- | ---- | ---- | ---- | ---- | ----- | ----- | ---- | ---- | ---- | ---- | ---- | ---- | ---- | ---- | ---- | ---- |
| 2013 | NC     | 0.248 | 103  | 125  | 26   | 31   | 7     | 1     | 0    | 40   | 13   | 25   | 4    | 10   | 0    | 21   | 4    | 5    |
| 2014 | NC     | 0.216 | 96   | 51   | 30   | 11   | 2     | 0     | 1    | 16   | 5    | 11   | 5    | 2    | 0    | 10   | 1    | 1    |
| 2016 | NC     | 0.280 | 15   | 25   | 1    | 7    | 2     | 0     | 0    | 9    | 1    | 3    | 0    | 0    | 2    | 4    | 3    | 1    |
| 2017 | NC     | 0.335 | 95   | 227  | 33   | 76   | 8     | 0     | 0    | 84   | 15   | 12   | 2    | 7    | 2    | 15   | 7    | 8    |
| 2018 | NC     | 0.251 | 114  | 187  | 32   | 47   | 2     | 0     | 0    | 49   | 8    | 13   | 5    | 8    | 2    | 15   | 8    | 2    |
| 2019 | NC     | 0.278 | 102  | 234  | 30   | 65   | 7     | 0     | 0    | 72   | 12   | 10   | 5    | 9    | 2    | 22   | 10   | 5    |
| 2020 | NC     | 0.131 | 82   | 65   | 18   | 8    | 1     | 0     | 0    | 9    | 4    | 6    | 4    | 3    | 0    | 5    | 2    | 1    |
| 2021 | LG     | 0.308 | 45   | 68   | 5    | 20   | 2     | 0     | 0    | 22   | 12   | 2    | 1    | 1    | 0    | 10   | 2    | 2    |
| 2022 | LG     | 0.250 | 60   | 80   | 9    | 18   | 2     | 0     | 0    | 20   | 5    | 1    | 2    | 4    | 1    | 6    | 1    | 4    |
| 2023 | kt     | 0.148 | 63   | 60   | 15   | 8    | 1     | 0     | 0    | 9    | 5    | 2    | 0    | 2    | 0    | 9    | 2    | 1    |
| 통산 | 10시즌 | 0.264 | 775  | 1194 | 199  | 291  | 34    | 1     | 1    | 330  | 80   | 85   | 28   | 46   | 9    | 117  | 40   | 30   |